# Bayi
Bayi (en tibetano: བྲག་ཡིབ, wylie: brag yib, ZWPY: Chagyib ; en chino, 巴宜; pinyin, Bāyí)
es el distrito sede de la ciudad-prefectura de Nyingchi en la Región Autónoma del Tíbet, República Popular China. La ciudad yace en la Meseta tibetana a unos 3000 ms.n.m. en las riberas del Río Nyang, un tributario del Brahmaputra y a 400 km al este de Lhasa. Su área es de 8558 km² y su población para 2010 superó los 54 mil habitantes.

## Toponimia
Bayi (巴宜 Bayí) es el homófono de Bayi (八一 Bayi), este cambio se utiliza para diferenciar el Distrito del Subdistrito, ya que este (el subdistrito) hace parte del distrito, y es su sede.
El nombre Bayi (八一) proviene de varias aldeas ubicadas al noreste. Están escondidas en el bosque debajo de las rocas, por lo que "Bayi" significa pueblos escondidos bajo los acantilados, mientras que Brag-yib  significa "cueva" en tibetano.

## Administración
El distrito Bayi se divide en 8 pueblos que se administran en 2 subdistritos, 3 poblados, 2 villas y 1 villa étnica:
- Subdistrito Bayi (八一街道)
- Subdistrito Shuangyonglu (双拥路街道)
- Poblado Nyingchi (林芝镇)
- Poblado Bêba Town (百巴镇)
- Poblado Lunang Town (鲁朗镇)
- Villa Puqu (布久乡)
- Villa Mainri (米瑞乡)
- Villa étnica Güncang Monba (更章门巴族乡)

## Clima
Bajo la influencia del monzón del Océano Índico, la zona no tiene las estaciones muy marcadas. La lluvia es abundante y el aire es húmedo.Hace mucho sol y  las heladas son cortas.
| Parámetros climáticos promedio de Bayi (1971−2000) | Parámetros climáticos promedio de Bayi (1971−2000) | Parámetros climáticos promedio de Bayi (1971−2000) | Parámetros climáticos promedio de Bayi (1971−2000) | Parámetros climáticos promedio de Bayi (1971−2000) | Parámetros climáticos promedio de Bayi (1971−2000) | Parámetros climáticos promedio de Bayi (1971−2000) | Parámetros climáticos promedio de Bayi (1971−2000) | Parámetros climáticos promedio de Bayi (1971−2000) | Parámetros climáticos promedio de Bayi (1971−2000) | Parámetros climáticos promedio de Bayi (1971−2000) | Parámetros climáticos promedio de Bayi (1971−2000) | Parámetros climáticos promedio de Bayi (1971−2000) | Parámetros climáticos promedio de Bayi (1971−2000) |
| Mes                                                | Ene.                                               | Feb.                                               | Mar.                                               | Abr.                                               | May.                                               | Jun.                                               | Jul.                                               | Ago.                                               | Sep.                                               | Oct.                                               | Nov.                                               | Dic.                                               | Anual                                              |
| -------------------------------------------------- | -------------------------------------------------- | -------------------------------------------------- | -------------------------------------------------- | -------------------------------------------------- | -------------------------------------------------- | -------------------------------------------------- | -------------------------------------------------- | -------------------------------------------------- | -------------------------------------------------- | -------------------------------------------------- | -------------------------------------------------- | -------------------------------------------------- | -------------------------------------------------- |
| Temp. máx. media (°C)                              | 8.3                                                | 9.5                                                | 13.0                                               | 16.4                                               | 19.2                                               | 21.4                                               | 22.1                                               | 22.0                                               | 20.3                                               | 17.3                                               | 13.4                                               | 9.8                                                | 16.1                                               |
| Temp. mín. media (°C)                              | −5.0                                               | −2.7                                               | 0.6                                                | 3.4                                                | 6.7                                                | 10.3                                               | 11.5                                               | 11.0                                               | 9.5                                                | 5.3                                                | −0.6                                               | −4.4                                               | 3.8                                                |
| Precipitación total (mm)                           | 1.6                                                | 4.4                                                | 17.0                                               | 47.1                                               | 74.3                                               | 125.2                                              | 133.9                                              | 123.3                                              | 114.6                                              | 39.9                                               | 5.3                                                | 1.4                                                | 688.0                                              |
| Días de precipitaciones (≥ 0.1 mm)                 | 2.8                                                | 6.0                                                | 11.5                                               | 17.3                                               | 19.6                                               | 23.0                                               | 22.8                                               | 21.5                                               | 22.2                                               | 14.0                                               | 4.0                                                | 1.7                                                | 166.4                                              |
| Fuente: Weather China                              |                                                    |                                                    |                                                    |                                                    |                                                    |                                                    |                                                    |                                                    |                                                    |                                                    |                                                    |                                                    |                                                    |